# Dactylamblyops murrayi
Dactylamblyops murrayi är en kräftdjursart som beskrevs av W. M. Tattersall 1939. Dactylamblyops murrayi ingår i släktet Dactylamblyops och familjen Mysidae. Inga underarter finns listade i Catalogue of Life.